# Crocidophora tuberculalis
Crocidophora tuberculalis is een vlinder van de familie van de grasmotten (Crambidae). De wetenschappelijke naam van deze soort is voor het eerst voorgesteld door Julius Lederer in een publicatie uit 1863.
De soort komt voor in Zuidoost-Canada en de oostelijke helft van de Verenigde Staten.. Op 2 augustus 2020 is deze soort in Noordoost-Italië aangetroffen. Het ging om een vlinder die daar door menselijk handelen is terecht gekomen.